# 刘宝瑞
刘宝瑞（1915年—1968年10月8日），中国相声第六代演员。
刘宝瑞1915年出生于北京，自幼家境贫寒，曾向崇寿峰学艺，十三岁时拜相声家张寿臣为师。十四岁赴天津，与马三立、赵佩茹、李洁尘等在南市联兴茶社相声大会演出，并在广播电台播音，开始崭露头角。1940年从济南回北京，在启明茶社相声大会演出。后去南京、上海等地献艺。刘宝瑞以单口相声表演而著称，被称为“单口相声大王”。1940年代末，赴香港演出，首先把相声艺术介绍给予港澳观众。1949年后参加中国曲艺团，后调至中国广播说唱团。1960年代初曾在中南海为领导人演出。文化大革命中被下放至北京郊区劳动改造，1968年10月6日（农历八月十五）在北京房山农场劳动时遭现场批斗，当晚逝世。死因有多种说法，或是胃穿孔病逝，或是被人殴打致死，或是死于自杀，遗体经多方寻找至今尚未寻获。

## 著名作品
- 官场斗 (金殿斗智)
- 珍珠翡翠白玉汤
- 连升三级
- 解学士
- 斗法
- 假行家
- 学徒
- 化蜡钎儿
- 歪批三国
- 黄半仙
- 秦琼卖马
- 日遭三险
- 天王庙
- 赶考
- 八扇屏

## 个人生活

#### 家庭
女儿：刘娅娅
外孙：侯冠男，中国广播艺术团相声演员